# 奥兰 (科多尔省)
奥兰（法語：Orain，法語發音：[ɔʁɛ̃]）是法国科多尔省的一个市镇，位于该省东部，和上索恩省接壤，属于第戎区。

## 地理
奥兰（47°36'30"N, 5°25'42"E）面积13.67 平方千米，位于法国勃艮第-弗朗什-孔泰大區科多尔省，该省份为法国中东部省份，北起奥布省，西接涅夫勒省和约讷省，南至索恩-卢瓦尔省，东南接汝拉省，东临上索恩省，东北部与上马恩省接壤。
与奥兰接壤的市镇（或旧市镇、城区）包括：大佩尔塞、万雅讷河畔圣莫里斯、蒙蒂尼-莫尔奈-万雅讷河畔新城、尚普利特。

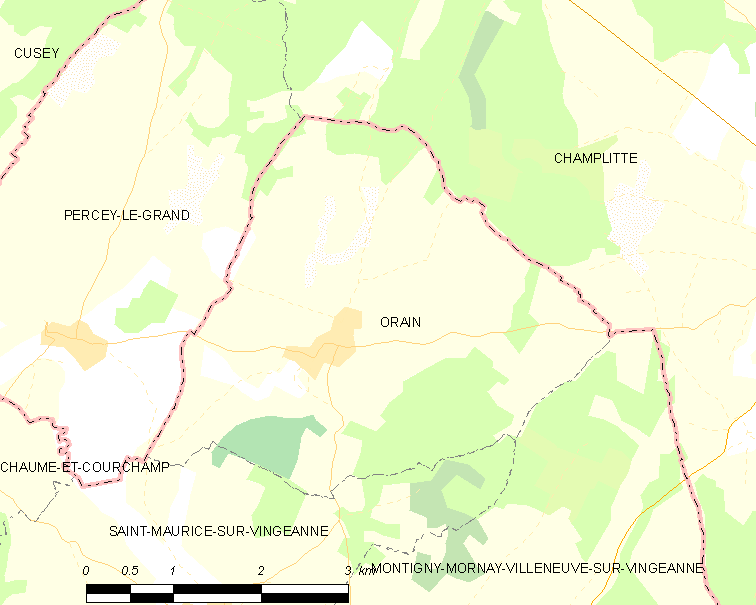
的OSM定位图

奥兰的时区为UTC+01:00、UTC+02:00（夏令时）。

## 行政
奥兰的邮政编码为21610，INSEE市镇编码为21468。

## 政治
奥兰所属的省级选区为圣阿波利奈尔县。

## 人口

1962-2008年间人口变化图示

奥兰于2022年1月1日时的人口数量为89人。